# Papringan (Banyumas)
Papringan is een bestuurslaag in het regentschap Banyumas van de provincie Midden-Java, Indonesië. Papringan telt 4081 inwoners (volkstelling 2010).